# Haribhadra III Suri
Haribhadra Suri III – dźinijski autor z XIII wieku. Uczeń Candra Suri. Autor Neminathacariu, epickiego poematu o 23. dźinijskim tirthankaraze, napisanego w 1216 roku za panowania Kumarapali, króla Gudźaratu. Pisał w apabhramśa.